# اوماها (ایلینوی)
اوماها (به انگلیسی: Omaha) یک منطقهٔ مسکونی در ایالات متحده آمریکا است که در ایلینوی واقع شده‌است. اوماها ۱٫۹۳ کیلومتر مربع مساحت و ۲۰۹ نفر جمعیت دارد.